# Dunbaria fusca
Dunbaria fusca là một loài thực vật có hoa trong họ Đậu. Loài này được (Wall.) Kurz miêu tả khoa học đầu tiên.